# Ingrid Smejkal
Ingrid Smejkal (* 14. April 1941 in Wien; † 25. Juli 2017) war eine österreichische Politikerin (SPÖ). Smejkal war Amtsführende Stadträtin und Vizebürgermeisterin sowie Landeshauptmann-Stellvertreterin von Wien. Zudem gehörte sie dem Bundesrat und dem Nationalrat an.

## Ausbildung und Beruf
Smejkal stammt aus einem sozialistischen Elternhaus und besuchte die Volks- und Hauptschule. Im Anschluss absolvierte sie die Berufsschule und erlernte den Beruf der Einzelhandelskauffrau. Sie war danach 13 Jahre lang als kaufmännische Angestellte beschäftigt und anschließend von 1973 bis 1979 Bezirkssekretärin der SPÖ Wien-Alsergrund. Zwischen 1979 und 1981 arbeitete Smejkal als Landesfrauensekretärin der SPÖ Wien, zwischen 1981 und 1985 als Bundesfrauensekretärin der SPÖ.

## Politik
Politisch war Smejkal auf Grund ihrer sozialistischen Familie bereits früh in der SPÖ verwurzelt. Sie war bereits im Alter von sechs Jahren Mitglied des Arbeiterturnvereins, trat mit 14 Jahren der Sozialistischen Jugend bei und wechselte 1973 auch beruflich zur SPÖ. Gleichzeitig wurde Smejkal 1973 in die Bezirksvertretung des Alsergrunds gewählt, wo sie bis 1976 als Bezirksrätin wirkte. Zwischen dem 27. September 1976 und dem 13. November 1978 vertrat Smejkal die Wiener SPÖ im Bundesrat. Vom 3. November 1978 bis zum 5. Oktober 1981 gehörte Smejkal dem Wiener Landtag und Gemeinderat an. Am 6. Oktober 1981 wechselte Smejkal in den Nationalrat, dem sie bis zum 6. September 1984 angehörte.
Helmut Zilk berief Smejkal schließlich in die Landesregierung Zilk I, wo sie am 10. November 1984 als Amtsführende Stadträtin für Bildung, Jugend und Familie angelobt wurde. Smejkal gehörte dem Stadtsenat und der Landesregierung wie Zilk bis zum 7. November 1994 an, wobei ihr Ressort ab 1994 um Soziales und 1991 zusätzlich um Frauenfragen erweitert wurde. Ab Dezember 1987 hatte Smejkal zudem die Funktion der 2. Vizebürgermeisterin und 2. Landeshauptmann-Stellvertreterin inne. In ihrer Amtszeit wurde die MA 57, die Frauenabteilung der Stadt Wien, geschaffen, zudem wurden ein drittes Frauenhaus und die Gemeinderätliche Behindertenkommission errichtet. Die Einführung von Integrationsklassen an Wiener Pflichtschulen, die Gründung der Drogenberatungsstelle Ganslwirt, die Schaffung einer weisungsfreien Kinder- und Jugendanwaltschaft sowie die Einrichtung der Wiener Schuldnerberatung fallen ebenfalls in ihre Amtszeit.
Nach ihrem Rückzug als Stadträtin war Smejkal vom 7. November 1994 bis zum 29. November 1996 erneut Mitglied des Wiener Landtags und Abgeordnete zum Wiener Landtag. Zudem hatte sie während dieser Periode das Amt der Ersten Wiener Landtagspräsidentin inne. Innerparteilich war Smejkal von 1988 bis 1996 Bezirksparteivorsitzende der SPÖ Wien-Alsergrund, von 1988 bis 1996 Frauenvorsitzende der SPÖ-Wien. Sie wurde am Neustifter Friedhof bestattet.

## Auszeichnungen
- Großes Goldenes Ehrenzeichen für Verdienste um das Land Wien (1994)
- Bürgerin der Stadt Wien (21. Februar 2007)[3]